# Bürglen (Turgovia)
Bürglen (toponimo tedesco) è un comune svizzero di 3 741 abitanti del Canton Turgovia, nel distretto di Weinfelden.

## Storia
Nel 1995 Bürglen ha inglobato i comuni soppressi di Istighofen, Leimbach e Opfershofen (che a sua volta nel 1812 aveva inglobato i comuni soppressi di Krummbach, Ober-Opfershofen e Uerenbohl).

## Monumenti e luoghi d'interesse

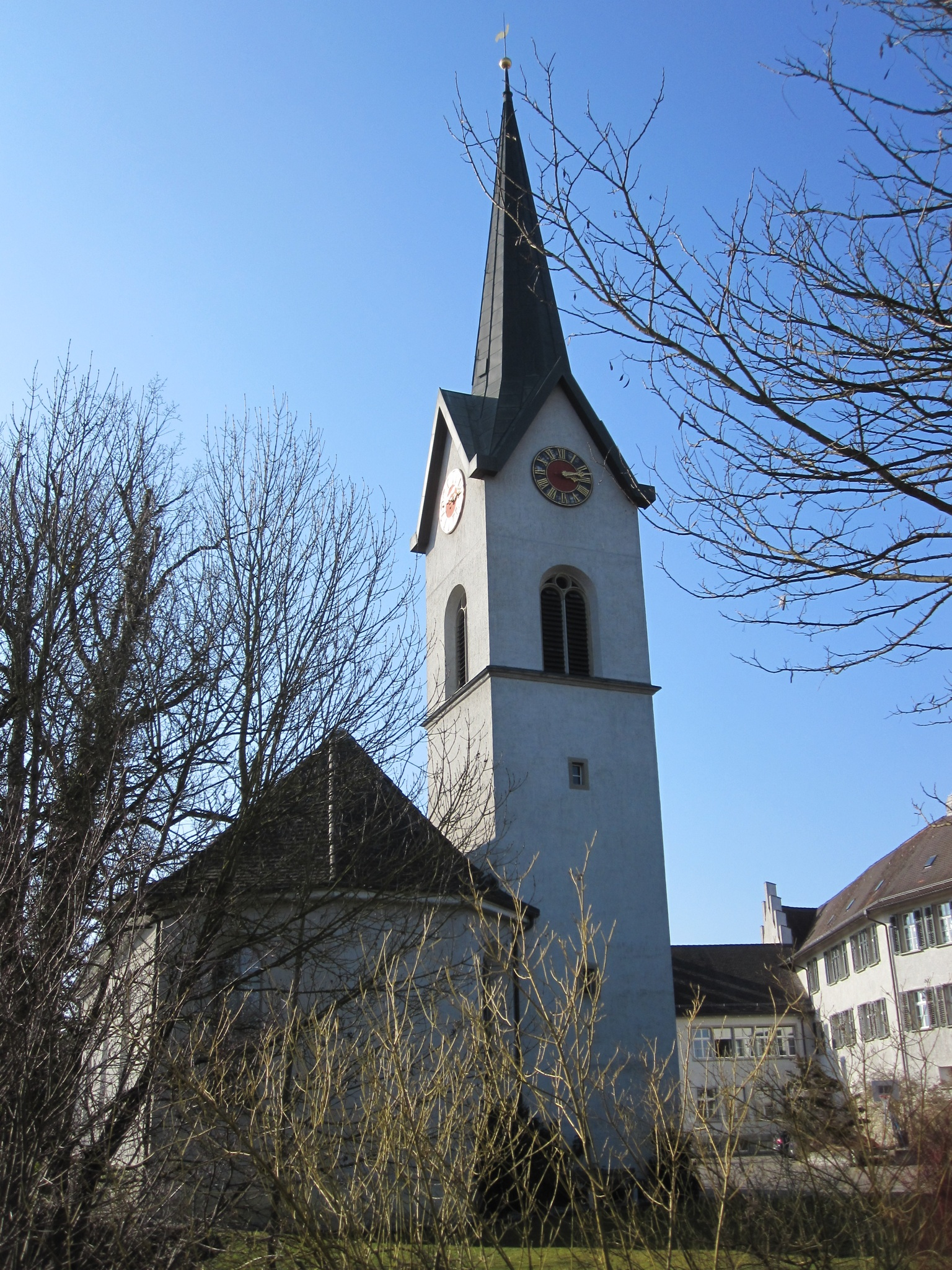
La chiesa riformata

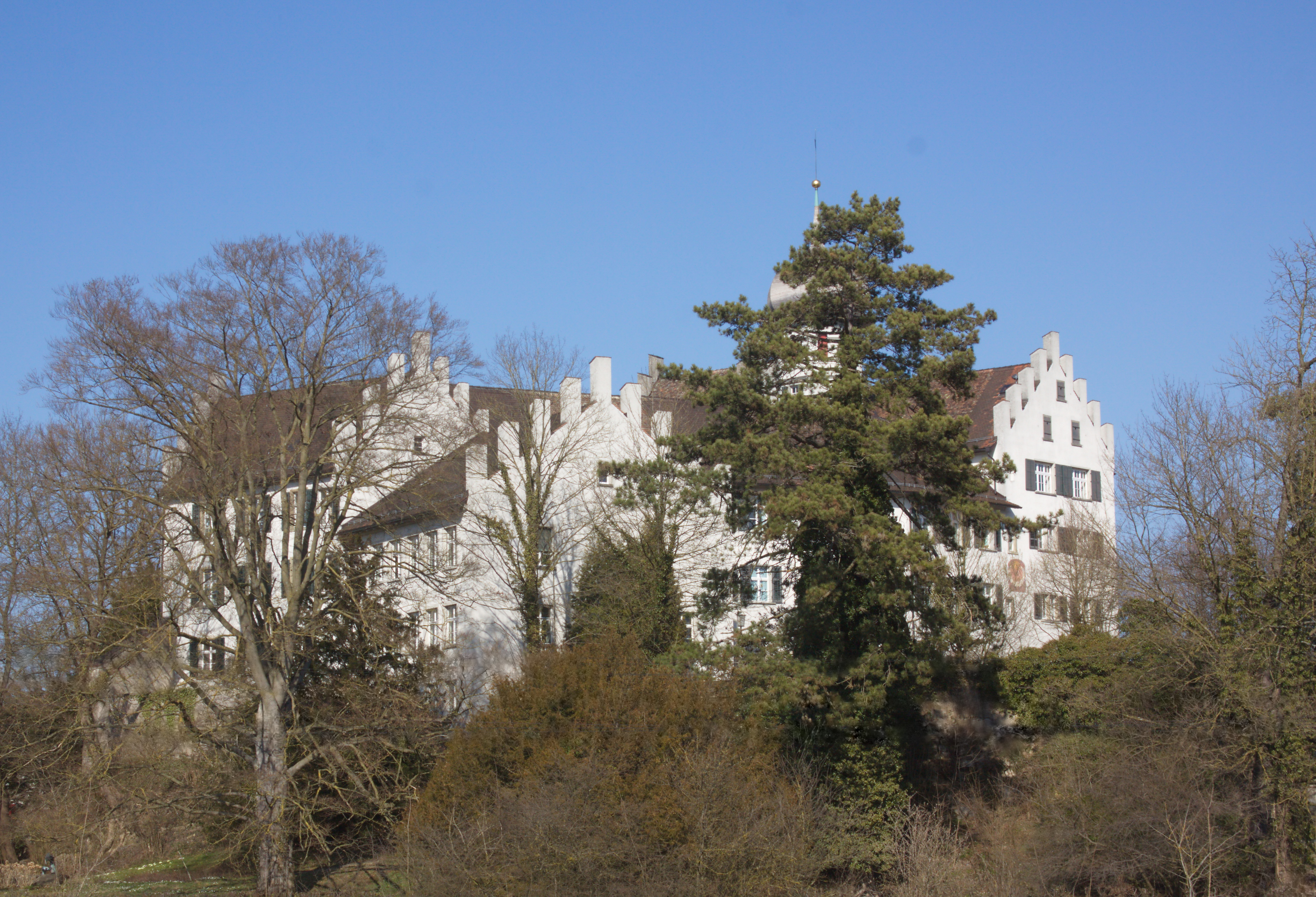
Il castello

- Chiesa riformata, attestata dal 1274[2];
- Castello, attestato dal 1346 e ricostruito nel XVII secolo[2].

## Società

### Evoluzione demografica
L'evoluzione demografica è riportata nella seguente tabella (con Istighofen, Leimbach e Opfershofen):
Abitanti censiti

## Geografia antropica

### Frazioni
- Istighofen[4]
  - Moos
- Leimbach[5]
- Opfershofen[1]
  - Krummbach
  - Ober-Opfershofen

## Amministrazione
Ogni famiglia originaria del luogo fa parte del cosiddetto comune patriziale e ha la responsabilità della manutenzione di ogni bene ricadente all'interno dei confini del comune.

## Infrastrutture e trasporti
Bürglen è servito dall'omonima stazione sulla ferrovia Winterthur-Romanshorn.